# Франсіско Хав'єр Урія
Франсіско Хав'єр Альварес Урія (ісп. Francisco Javier Álvarez Uría, нар. 1 лютого 1950, Хіхон) — іспанський футболіст, що грав на позиції захисника.
Виступав за клуби «Реал Ов'єдо», «Реал Мадрид» та «Спортінг» (Хіхон), а також національну збірну Іспанії.

## Клубна кар'єра
Народився 1 лютого 1950 року в місті Хіхон. Вихованець футбольної школи клубу «Реал Ов'єдо». Дорослу футбольну кар'єру розпочав 1968 року в основній команді того ж клубу, в якій провів шість сезонів, взявши участь у 124 матчах чемпіонату. Більшість часу, проведеного у складі «Реала Ов'єдо», був основним гравцем захисту команди і 1972 року виграв з командою Сегунду, вийшовши до елітного дивізіону.
Своєю грою за цю команду привернув увагу представників тренерського штабу клубу «Реал Мадрид», до складу якого приєднався 1974 року. Відіграв за королівський клуб наступні три сезони своєї ігрової кар'єри, вигравши з командою два чемпіонати Іспанії та один Кубок, але основним гравцем не став.
1977 року уклав контракт з клубом «Спортінг» (Хіхон), у складі якого провів наступні шість років своєї кар'єри гравця. Граючи у складі хіхонського «Спортінга» також здебільшого виходив на поле в основному складі команди.
Завершив ігрову кар'єру у команді «Реал Ов'єдо», у складі якої і починав кар'єру, відігравши сезон 1983/84 у Сегунді.

## Виступи за збірні
21 жовтня 1973 року дебютував в офіційних матчах у складі національної збірної Іспанії в грі кваліфікації до чемпіонату світу 1974 року в Загребі проти Югославії. Ця гра закінчилася внічию 0:0, і обидві команди завершили групу з рівною кількістю очок, таким чином, їм довелося брати участь у матчі плей-оф, що пройшов у лютому наступного року і Франсіско взяв в ньому участь, але його команда програла 0:1 і не кваліфікувалась на турнір.
Згодом у складі збірної був учасником чемпіонату світу 1978 року в Аргентині та чемпіонату Європи 1980 року в Італії. На обох турнірах Урія не був основним гравцем, зігравши 2 і 1 матч відповідно, а його збірна в обох випадках не подолала груповий етап.
Загалом протягом кар'єри у національній команді, яка тривала 8 років, провів у її формі 14 матчів.

## Титули і досягнення
- Чемпіон Іспанії (2):

«Реал Мадрид»: 1974/75, 1975/76
- Володар Кубка Іспанії (1):

«Реал Мадрид»: 1974/75